# Paul Hoffman (écrivain scientifique)
Pour les articles homonymes, voir Paul Hoffman et Hoffman.
Œuvres principales
Treasure: In Search of the Golden Horse (en)
Compléments
Président du Liberty Science Center (en)
Paul Hoffman, né le 30 mars 1956, est le président du Liberty Science Center (en) à Jersey City (New Jersey). Il est aussi auteur, vulgarisateur scientifique, entrepreneur dans l'alimentaire et présentateur de la série de PBS Great Minds of Science. Il a été président et éditeur en chef du magazine Discover pendant dix ans, et fut président et éditeur de l’Encyclopædia Britannica avant de retourner vers l'écriture et la consultation.

## Biographie
Il vit à Brooklyn et Woodstock (New York). Auteur d'une dizaine de livre, il est apparu sur CBS This Morning et The NewsHour with Jim Lehrer comme correspondant. Hoffman est également un joueur de puzzle utilisant le pseudonyme de Dr Crypton. Il élabora le puzzle dans son livre Treasure: In Search of the Golden Horse (en) de 1984. Il dessina aussi la carte au trésor du film À la poursuite du diamant vert de 1984, dans lequel jouent Michael  Douglas, Kathleen Turner, et Danny DeVito. Hoffman est également classé 1900 aux échecs et était l'un des derniers présents quand le champion du monde Magnus Carlsen joua aux échecs blitz contre trois autres joueurs,.